# سامار الشمالية
سامار الشمالية هي مقاطعة في الفلبين، تتبع Eastern Visayas ‏، بلغ عدد سكانها 632٬379  نسمة، في 2015، عاصمتها Catarman, Northern Samar ‏، تبلغ مساحتها 3٬692٫93 كيلومتر مربع، رمزها البريدي هو 6400–6423.

## الموقع
تشترك في الحدود مع:
- سوروسوغون
- ماسبات.

## التقسيمات الإدارية
- Allen, Northern Samar [الإنجليزية]‏
- Biri, Northern Samar [الإنجليزية]‏
- Bobon [الإنجليزية]‏
- Capul [الإنجليزية]‏
- Catarman, Northern Samar [الإنجليزية]‏
- Catubig [الإنجليزية]‏
- Gamay, Northern Samar [الإنجليزية]‏
- Laoang [الإنجليزية]‏
- Lapinig [الإنجليزية]‏
- لاس نافاس [الإنجليزية]‏
- Lavezares [الإنجليزية]‏
- Lope de Vega, Northern Samar [الإنجليزية]‏
- Mapanas [الإنجليزية]‏
- Mondragon, Northern Samar [الإنجليزية]‏
- Palapag [الإنجليزية]‏
- Pambujan [الإنجليزية]‏
- Rosario, Northern Samar [الإنجليزية]‏
- San Antonio, Northern Samar [الإنجليزية]‏
- San Isidro, Northern Samar [الإنجليزية]‏
- San Jose, Northern Samar [الإنجليزية]‏
- San Roque, Northern Samar [الإنجليزية]‏
- San Vicente, Northern Samar [الإنجليزية]‏
- Silvino Lobos [الإنجليزية]‏
- Victoria, Northern Samar [الإنجليزية]‏.

## أعلام
- جوي مينته